# Дюмон, Луи
Луи Дюмо́н (фр. Louis Dumont, 1911, Салоники — 19 ноября 1998, Париж) — французский антрополог, социолог, индолог.

## Биография
Сын инженера-железнодорожника, рано потерял отца. Учился в лицее Людовика Великого в Париже, бросил учёбу, сменил несколько профессий. Посещал заседания Коллежа социологии, где слушал выступления Батая, Лейриса, Каюа. Увлекся этнографией, учился у Марселя Мосса, затем в Школе Лувра. Занятия и планы прервала Вторая мировая война. Дюмон попал в плен, пять лет провел в Германии — работал в сельском хозяйстве, на заводе под Гамбургом. Начал самостоятельно учить санскрит. В мае 1945 вернулся во Францию. Работал в Музее народных искусств и обычаев, издал монографию о верованиях Прованса. В 1949—1950 вел полевые исследования в Тамилнаде. В 1951—1955 преподавал в Оксфорде, сблизился с Эвансом-Причардом. В 1955 защитил в Париже докторскую диссертацию. Впоследствии работал в EHESS, издавал журнал Contribution to Indian sociology, часто посещал северную Индию (Уттар-Прадеш). Преподавал в Принстоне и Чикаго.

## Научные интересы
От изучения кастовой системы в Индии перешел к сравнительно-историческому исследованию иерархических отношений в различных обществах и, в сопоставлении с ними, к исследованию идей равенства и индивидуализма в западной цивилизации (социология идеологии). Этот подход, по-своему близкий к веберовскому, шел вразрез со структурализмом, задававшим тон во французской этнологии 1950—1970-х гг., что значительно сузило распространение идей Дюмона, которые получили признание на родине и в других странах лишь позднее.
Как отмечал Л. Б. Алаев: "...Роль ритуальной чистоты / нечистоты в формировании системы джаджмани, практически единообразной по всей стране (Индии - прим.), отмечалась исследователями еще в начале XX в. Но стала одним из важнейших предметов дискуссий в индийской социологии только после работ французского антрополога Луи Дюмона (см. [Дюмон, 2001]). Индийские социологи в массе не согласились с Дюмоном и остались на позициях экономической трактовки системы натурального обмена в деревне, но никакого решения все той же загадки не предложено".

## Труды
- La Tarasque: essai de description d’un fait local d’un point de vue ethnographique. Paris: Gallimard, 1957.
- Une sous-caste de l’Inde du sud. Organisation sociale et religion des Pramalai Kallar. La Haye-Paris: Mouton, 1964.
- La civilisation indienne et nous: esquisse de sociologie comparée. Paris: Armand Colin, 1967.
- Homo hierarchicus. Essai sur le système des castes. Paris: Gallimard, 1971.
- Introduction à deux théories d’anthropologie sociale: groupes de filiation et alliance de mariage. Paris-La Haye: Mouton, 1971.
- Homo Æqualis I: genèse et épanouissement de l’idéologie économique (1977); II: l’Idéologie allemande. Paris, Gallimard/BSH, 1978.
- Essais sur l’individualisme. Une perspective anthropologique sur l’idéologie moderne. Paris: Le Seuil, 1983.

## Издания на русском языке
- Эссе об индивидуализме. Дубна: Феникс, 1997
- Homo aequalis, I. Генезис и расцвет экономической идеологии, М.: Nota Bene, 2000
- Homo hierarchicus: опыт описания системы каст. М.: Евразия, 2001

## Признание
Иностранный член Британской академии, Американской академии искусств и наук. Почётный доктор университетов Чикаго и Лозанны. Премия Алексиса де Токвиля за гуманизм (1987). Премия Амальфи в номинации Социология и социальные науки (1991).